# اوله کوژوشکو
اوله کوژوشکو (اوکراینی: Олег Олександрович Кожушко؛ زادهٔ ۱۷ فوریهٔ ۱۹۹۸) بازیکن فوتبال اهل اوکراین است.
از باشگاه‌هایی که در آن بازی کرده‌است می‌توان به باشگاه فوتبال دنیپرو اشاره کرد.
وی همچنین در تیم‌های ملی فوتبال Ukraine national under-16 football team, Ukraine national under-17 football team, Ukraine national under-18 football team، و Ukraine national under-19 football team بازی کرده‌است.